# Lacul Ursu și arboretele de pe sărături
Lacul Ursu și arboretele de pe sărături este o arie protejată de interes național ce corespunde categoriei a III-a IUCN (rezervație naturală de tip mixt) situată în estul Transilvaniei, pe teritoriul județului Mureș.

## Localizare
Aria naturală se află în extremitatea estică a județului Mureș (Depresiunea Praid-Sovata), la poalele sud-vestice ale Munților Gurghiului (grupă muntoasă a Carpaților Moldo-Transilvani ce aparțin lanțului carpatic al Orientalilor), pe teritoriul administrativ al orașului Sovata.

## Descriere

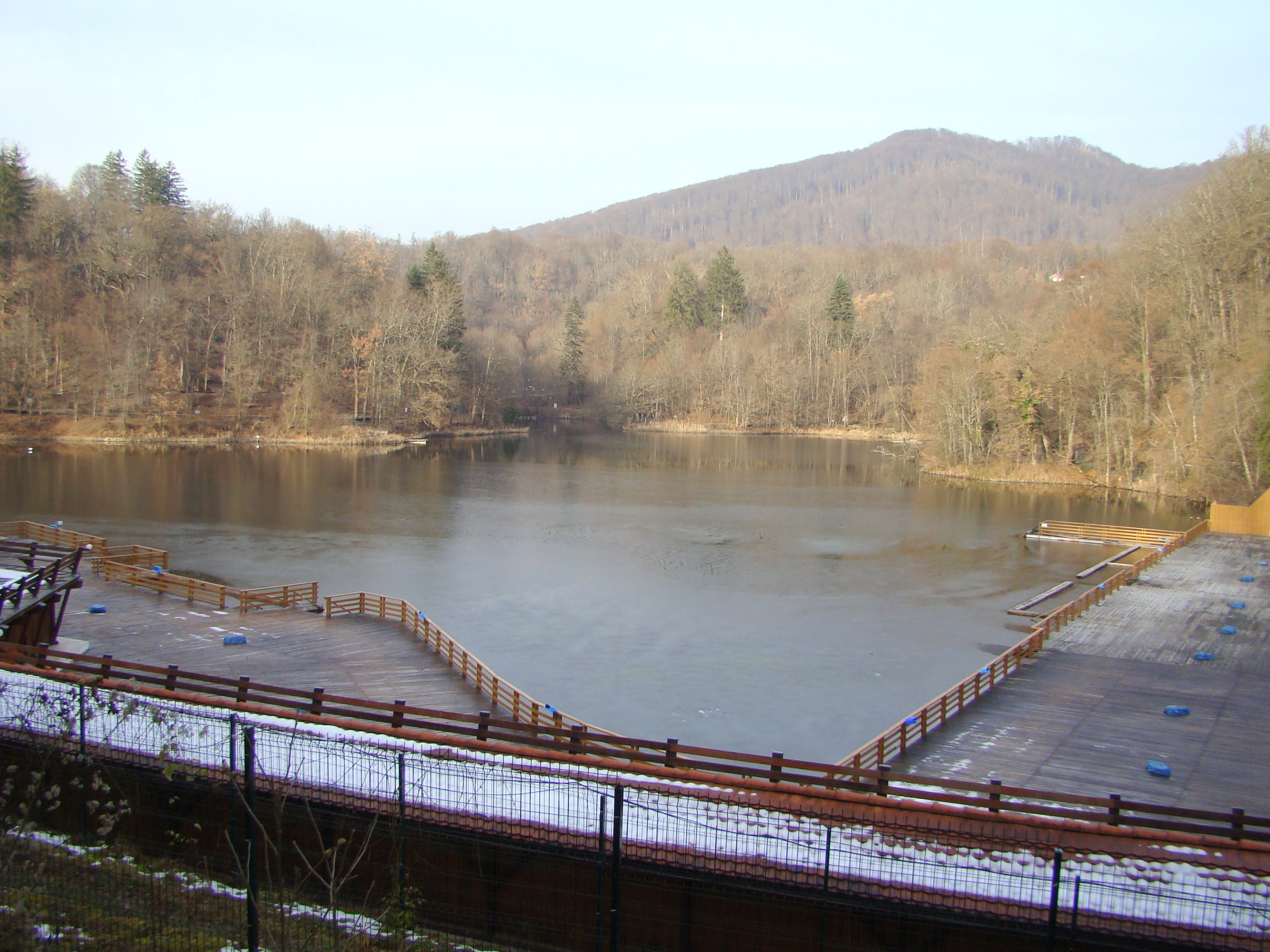
Lacul Ursu

Rezervația naturală a fost declarată arie protejată prin Legea Nr.5 din 6 martie 2000, publicată în Monitorul Oficial al României, Nr.152 din 12 aprilie 2000 (privind aprobarea Planului de amenajare a teritoriului național - Secțiunea a III-a - zone protejate) și se întinde pe o suprafață de 79 hectare.
Aria naturală reprezintă o zonă formată din aglomerate vulcanice (andezite cu amfiboli) și  masive de sare. Aceasta include Lacul Ursu (declarat monument al naturii), un important lac sărat helioterm format odată cu prăbușirea unei exploatări de sare, umplută ulterior cu apa păraielor ce coboară de pe versanții din apropiere. În arealul rezervației pe lângă Lacul Ursu, sunt incluse și: Lacul Aluniș, Lacul Paraschiva, Lacul Mierlei, Lacul Roșu și Lacul Verde.

## Biodiversitate
Masivul de sare din apropierea lacului este acoperit cu un strat argilos pe care se dezvoltă o gamă arboricolă diversă; cu specii de: gorun (Quercus petraea), stejar (Quercus robur), fag (Fagus sylvatica), frasin (Fraxinus excelsior), carpen (Carpinus betulus), paltin de munte (Acer pseudoplatanus), molid (Picea abies), pin (Pinus sylvestris), jugastru (Acer campestre), plop tremurător (Populus tremula), cireș sălbatic (Cerasus avium), sânger (Cornus sanguinea), corn (Cornus mas), păducel (Crataegus monogyna), măr pădureț (Malus silvestris), alun (Corylus avellana).

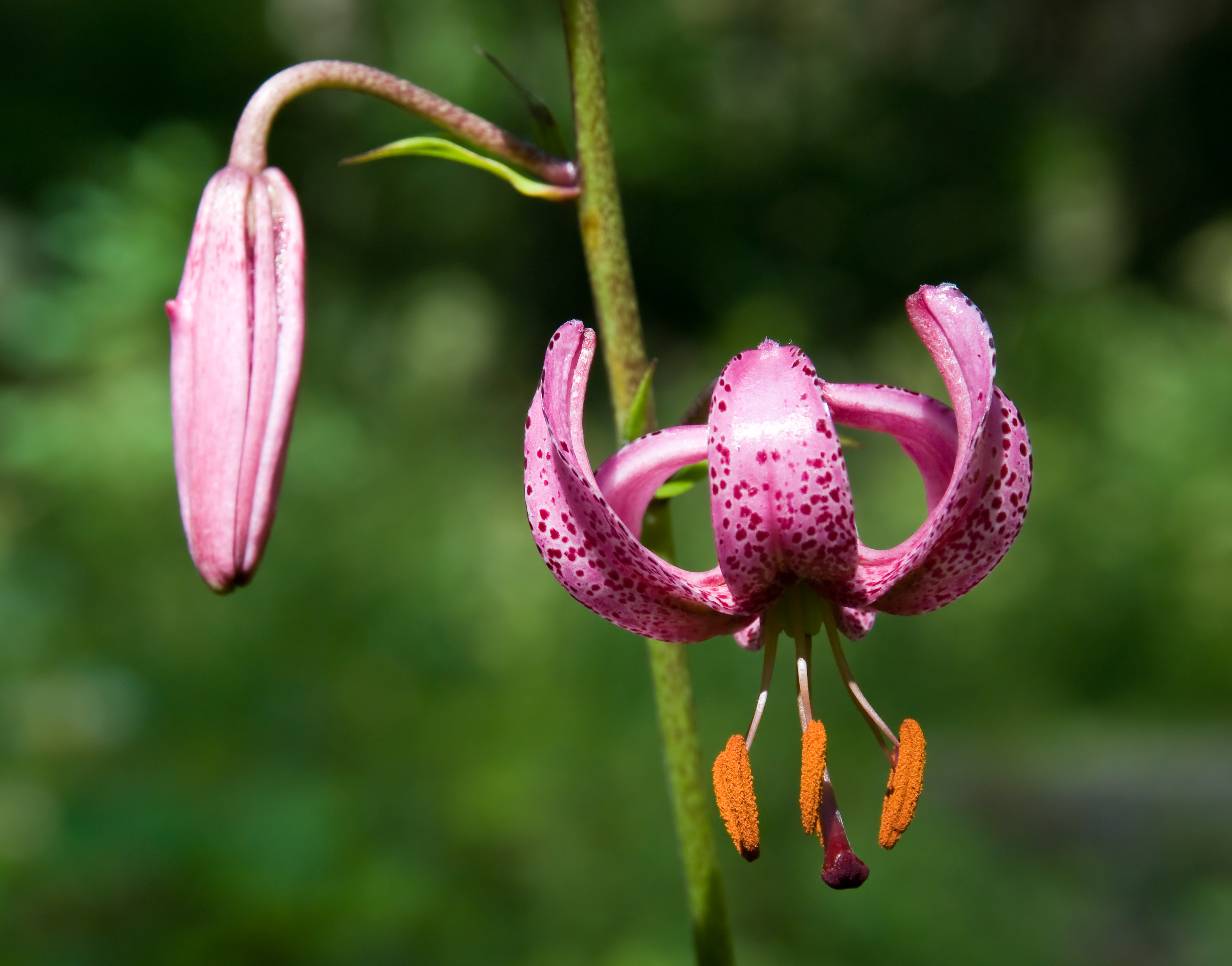
Crin de pădure (Lilium martagon)

La nivelul ierburilor vegetează mai multe elemente floristice, printre care unele endemice pentru această zonă sau protejate prin Directiva Consiliului Europei 92/43/CEE din 21 mai 1992 (privind conservarea habitatelor naturale și a speciilor de faună și floră sălbatică); astfel: papucul doamnei (Cypripedium calceolus), crinul de pădure (Lilium martagon), ghiocel (Galanthus nivalis), lăptucul oii (Telekia speciosa), veronică (Veronica chamaedrys), rostopască (Chelidonium majus), iederă (Hedera helix), păpădie (Taraxacum officinale), morcoveancă (Pleurospermum austriacum), pătlăgină (Plantago gentianoides), coada-calului (Equisetum arvense), ciuboțica cucului (Primula veris), coada șoricelului (Achillea millefolium), țâța-vacii (Primula elatior ssp. leucophylla) sau urzică (Urtica dioica).

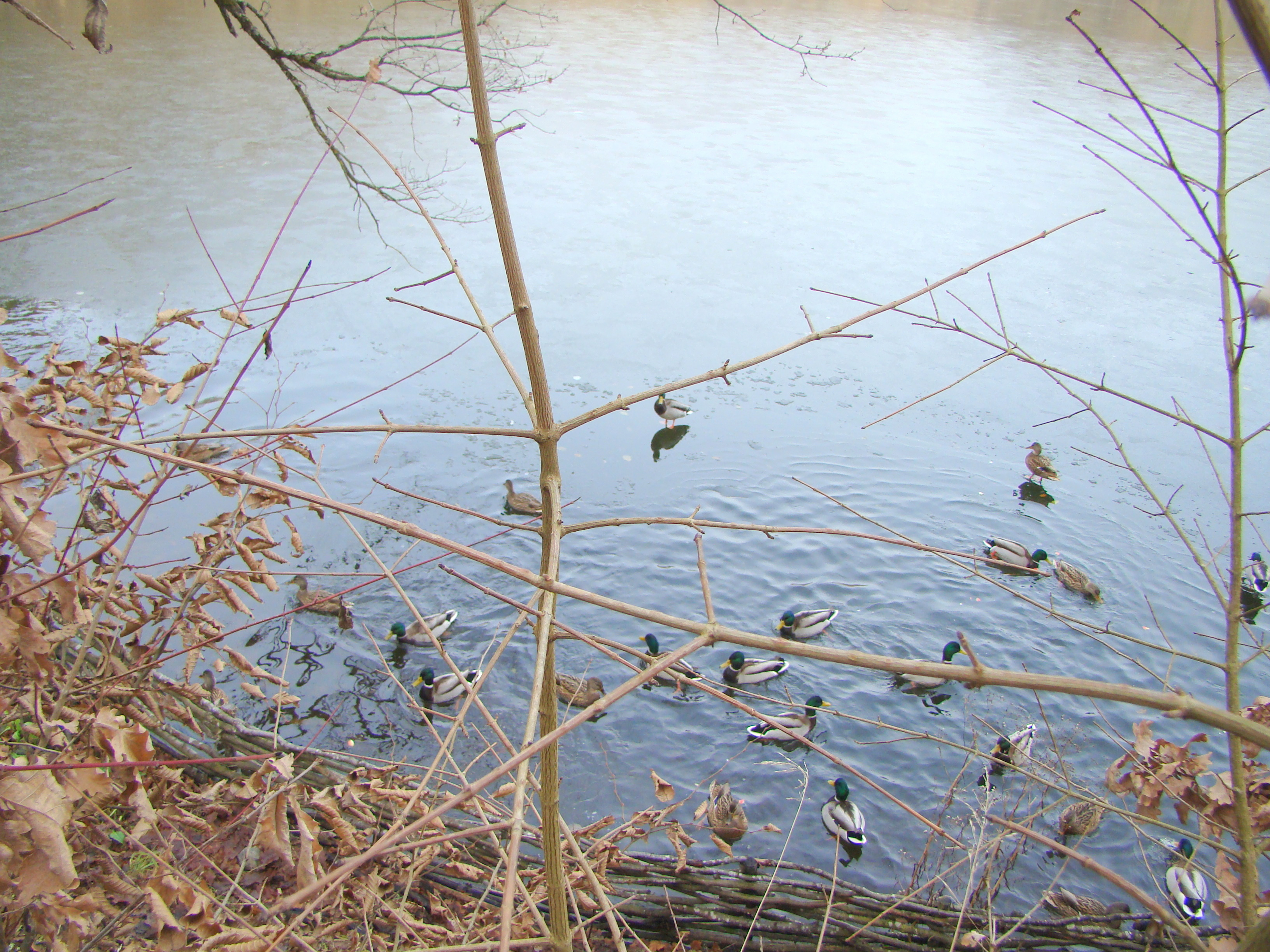
Rața sălbatică în rezervația naturală Lacul Ursu

Fauna rezervației este una bogată și variată în specii de mamifere, păsări, reptile și pești; dintre care unele protejate prin aceeași Directivă a Consiliului European (anexa I-a) 92/43/CE (privind conservarea habitatelor naturale și a speciilor de faună și floră sălbatică) sau aflate pe lista roșie a IUCN; astfel: urs brun (Ursus arctos), cerb (Cervus elaphus), capră neagră (Rupicapra rupicapra), căprioară (Capreolus capreolus), mistreț (Sus scrofa), lup cenușiu (Canis lupus), vulpe roșie (Vulpes vulpes), râs eurasiatic (Lynx lynx), pisică sălbatică (Felis silvestris), jder de copac (Martes martes), jder de piatră (Martes foina), viezure (Meles meles), veveriță (Sciurus vulgaris), cocoșul de munte (Tetrao urogallus), mierlă (Turdus merula), mierla de apă (Cinclus cinclus), cuc (Cuculus canorus), cinteză (Fringilla coelebs), viespar (Pernis apivorus), șorecarul comun (Buteo buteo), pițigoi mare (Parus major), nagâț (Vanellus vanellus), alunar (Nucifraga caryocatactes), dumbrăveancă (Coracias garrulus), gușter (Lacerta viridis) sau păstrăvul de munte (Salmo trutta fario). 

## Monumente și atracții turistice
În vecinătatea rezervației naturale se află câteva obiective de interes istoric, cultural și turistic; astfel:

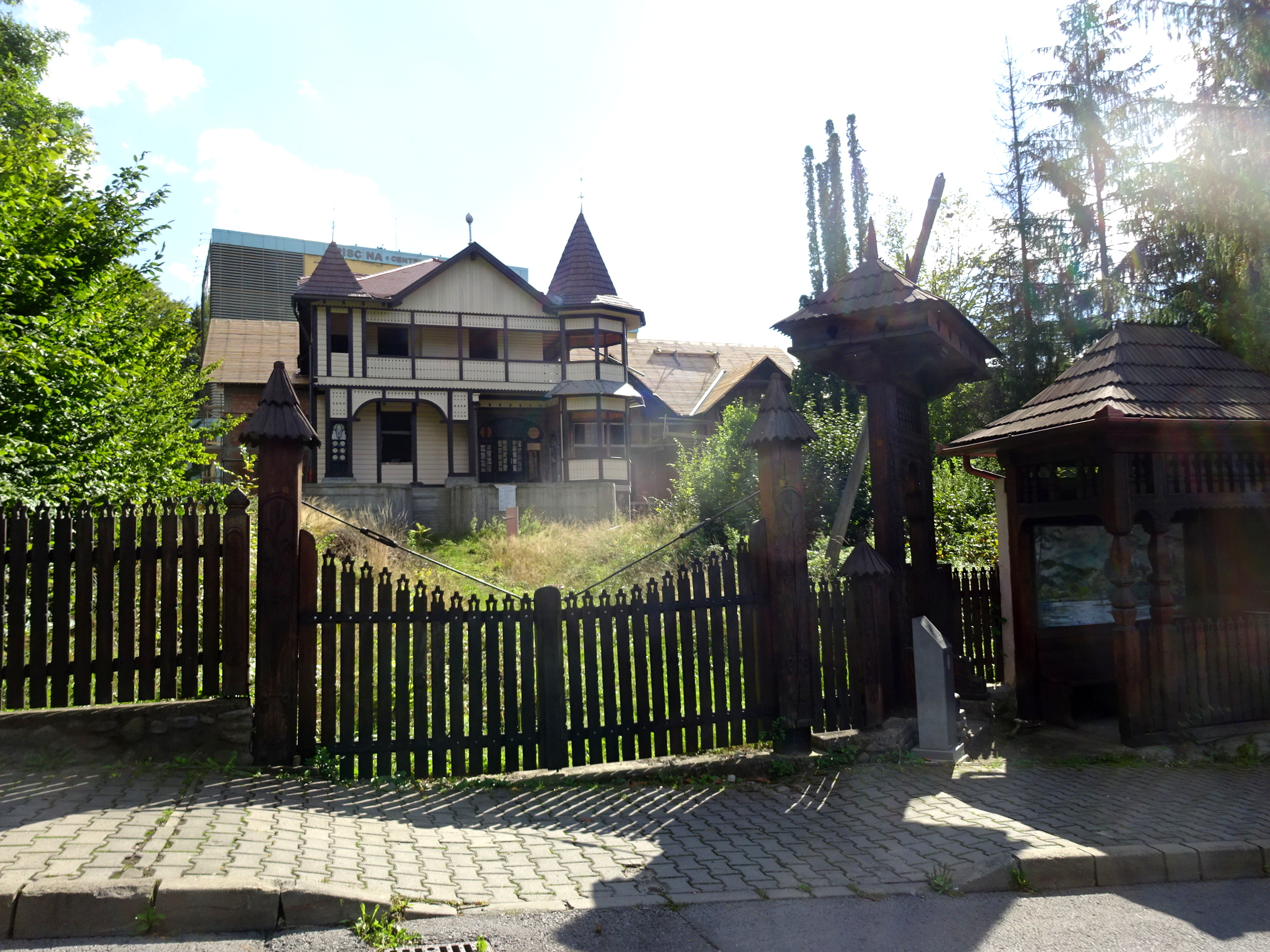
Vila Bernády

- Lacurile Aluniș, Negru, Tineretului
- Muntele de sare - cu un spectaculos aspect și care se află în spatele Lacului Roșu și Lacului Verde
- Vila Magistraților, fosta vilă a Casei Regale
- Vila Bernády - construită în 1904, cumpărată în 1929 de familia lui György Bernády, fostul primar al municipiului Târgu Mureș; monument istoric (cod LMI MS-II-m-B-16033).
- Biserica de lemn „Adormirea Maicii Domnului”
- Biserica ortodoxă de lemn „Schimbarea la Față”
- Turnul Belvedere

## Imagini

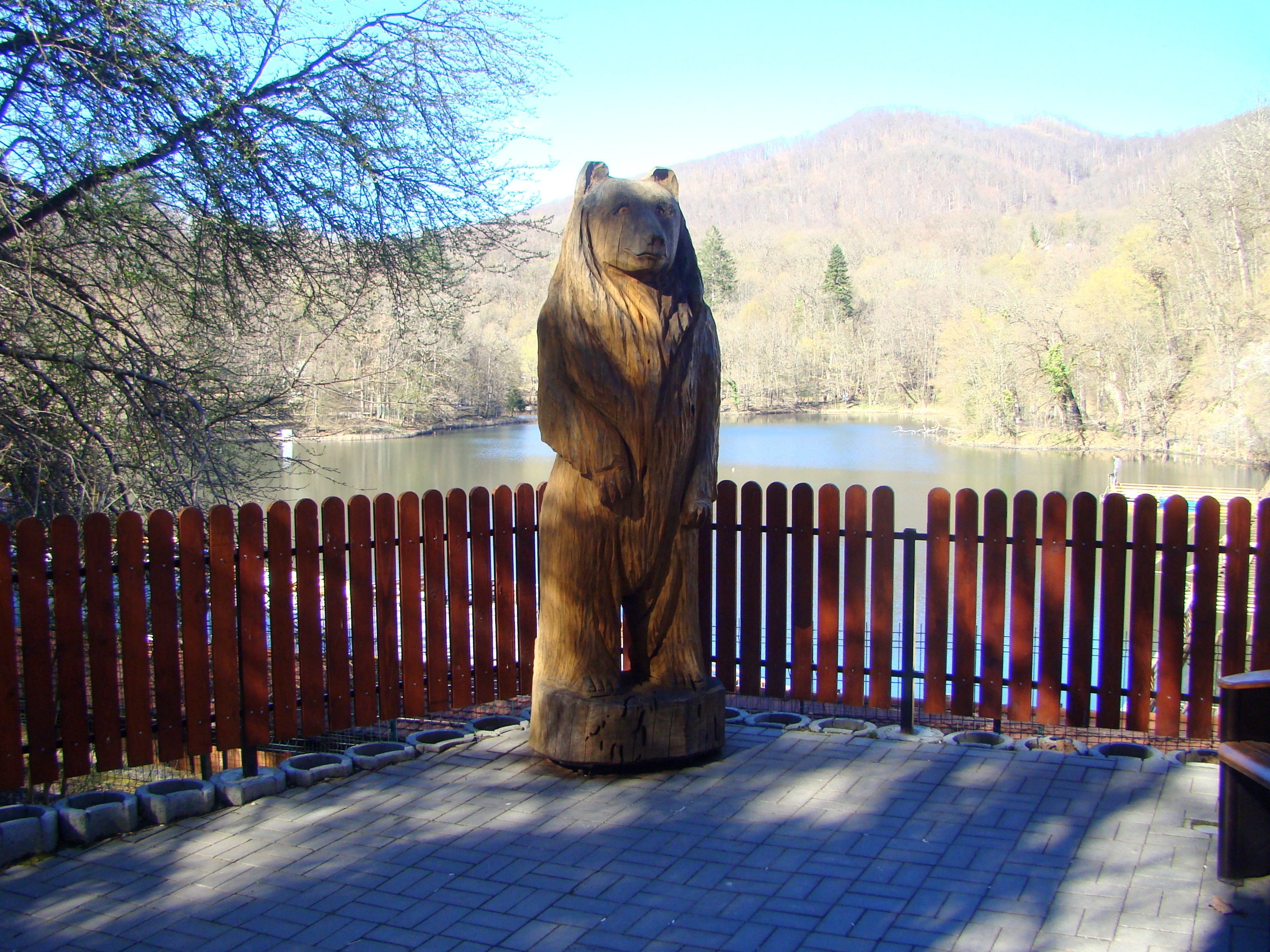
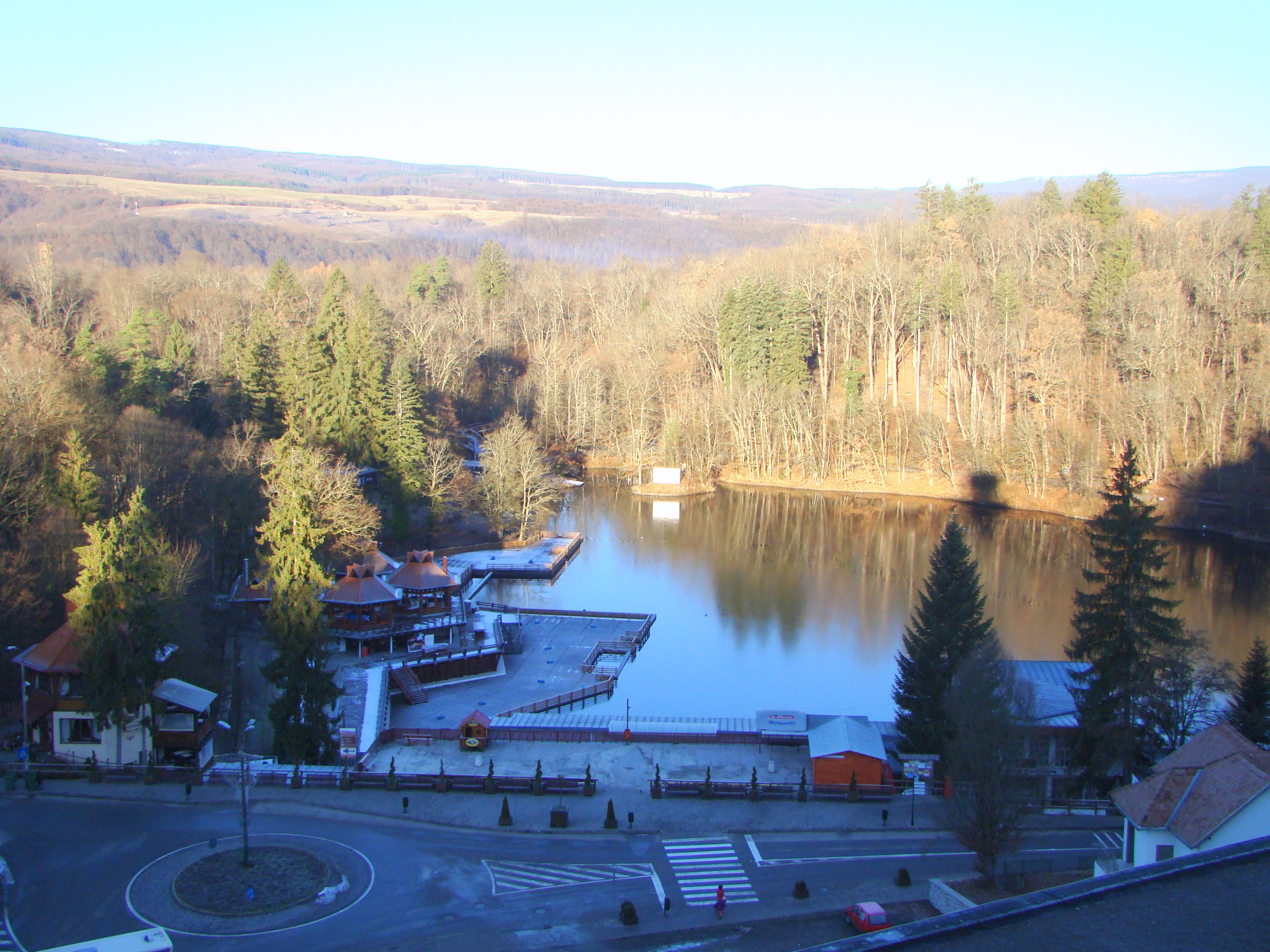
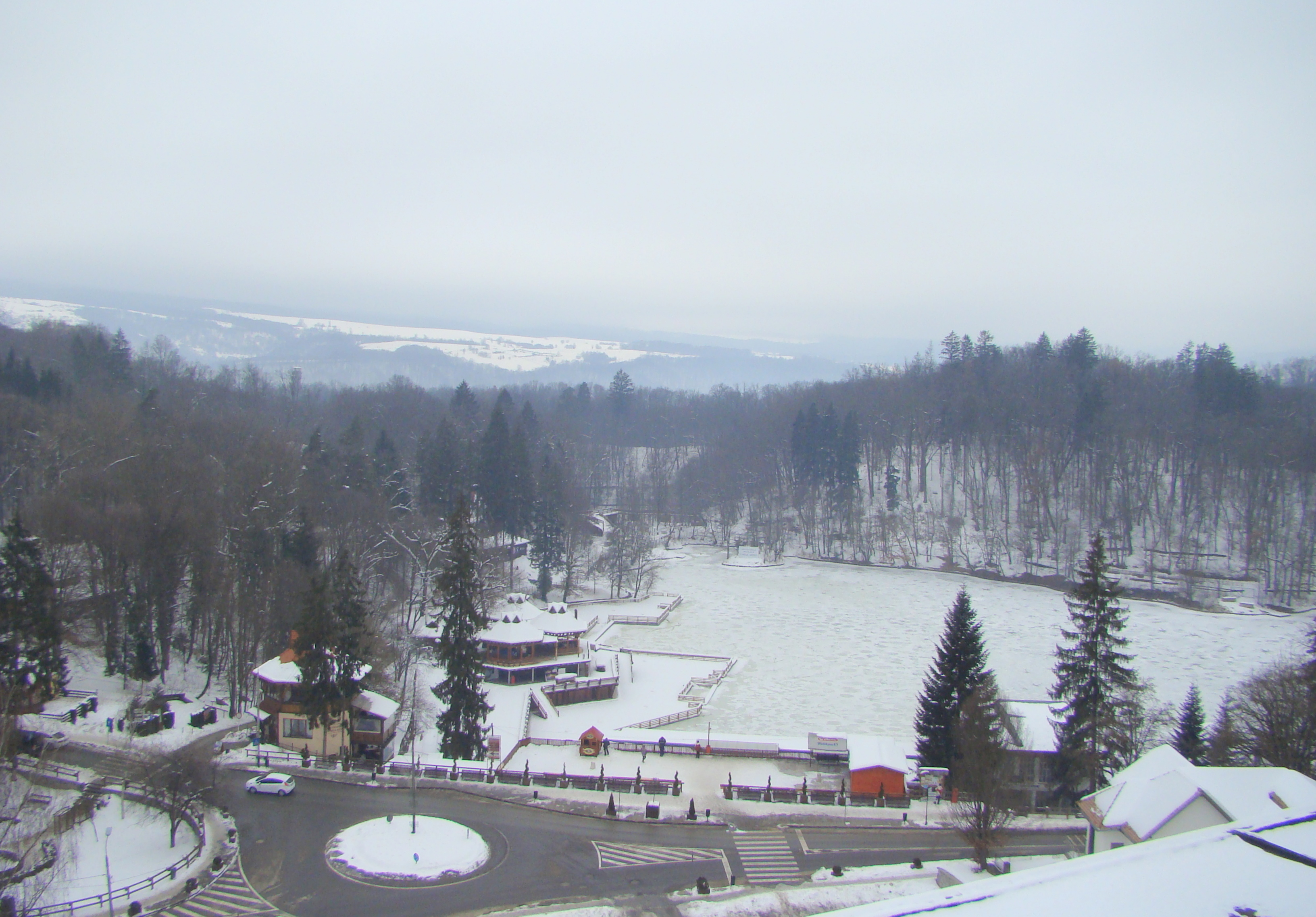
Un fenomen rar întâlnit: straturile de suprafaţă ale lacului, cu o salinitate ceva mai redusă, au îngheţat bocnă, datorită gerului persistent din iarna anului 2017
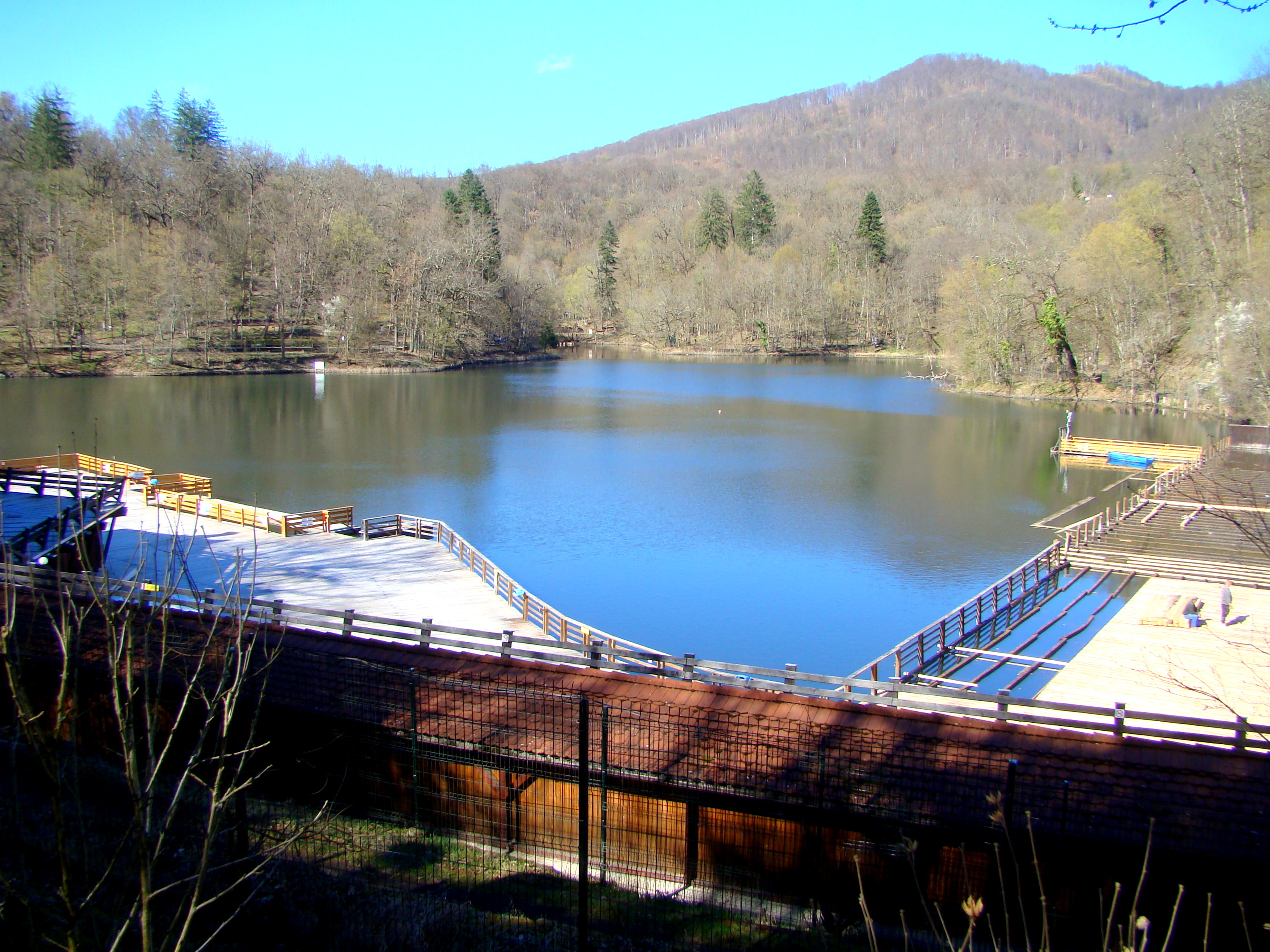
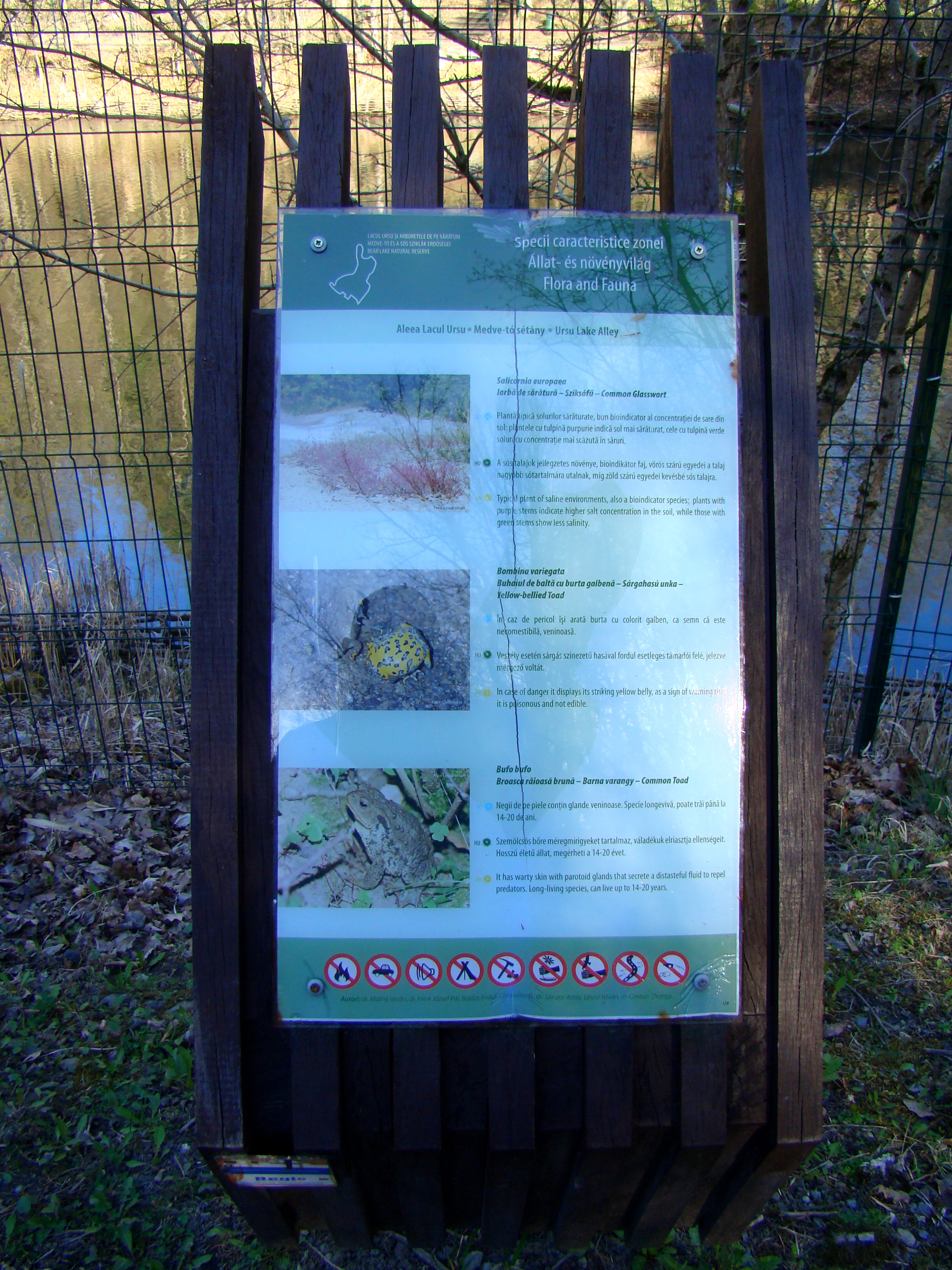
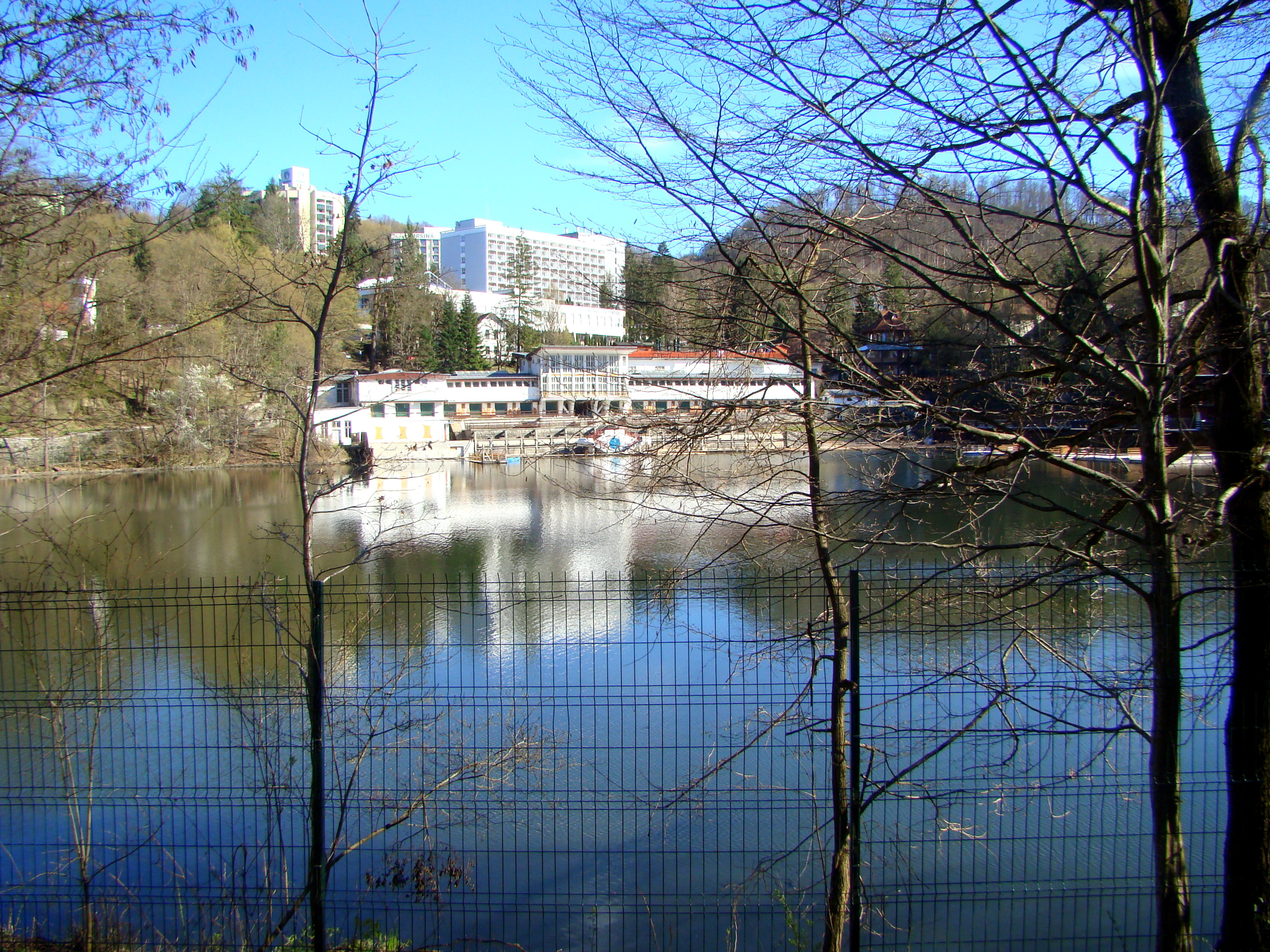
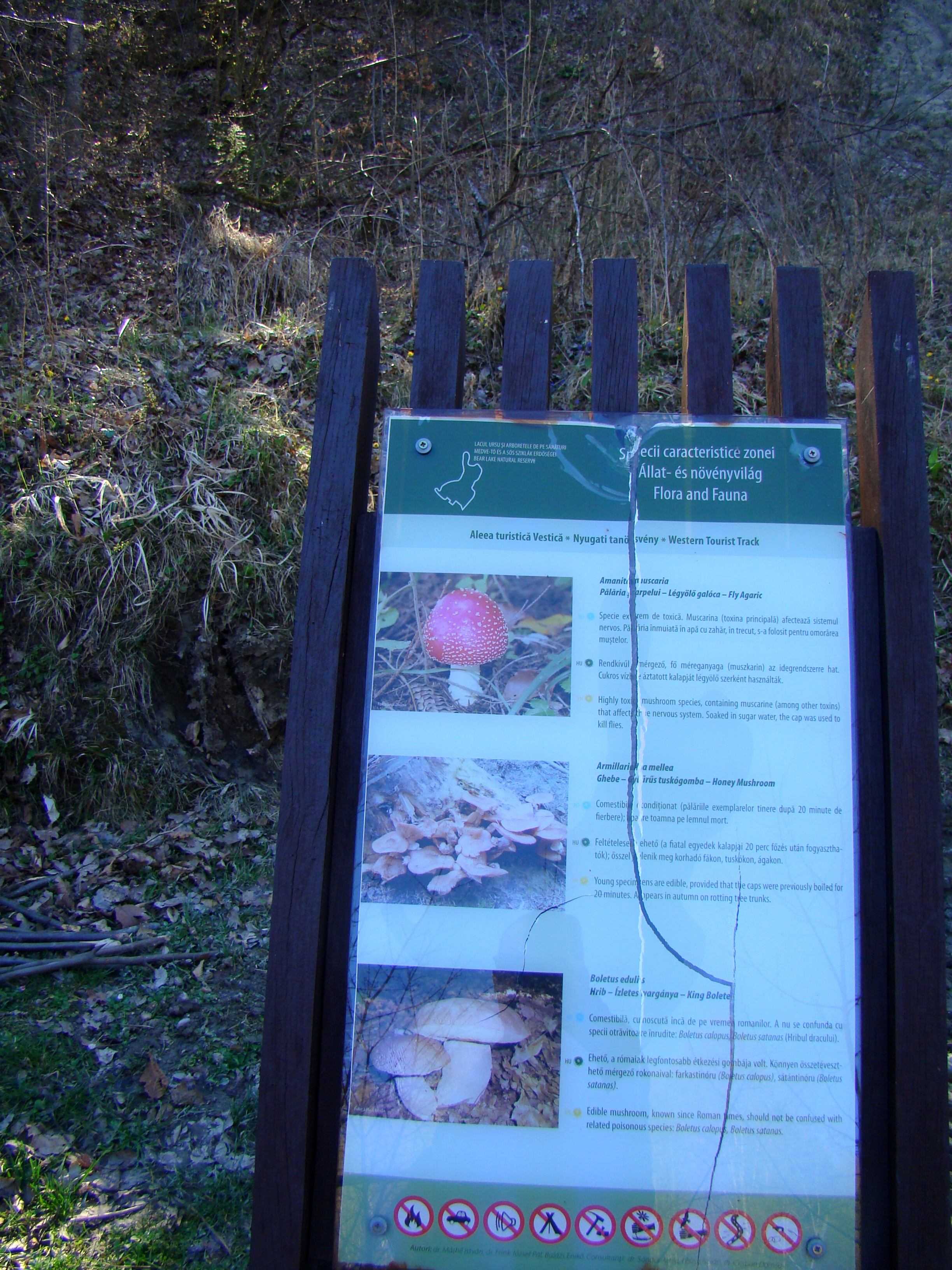
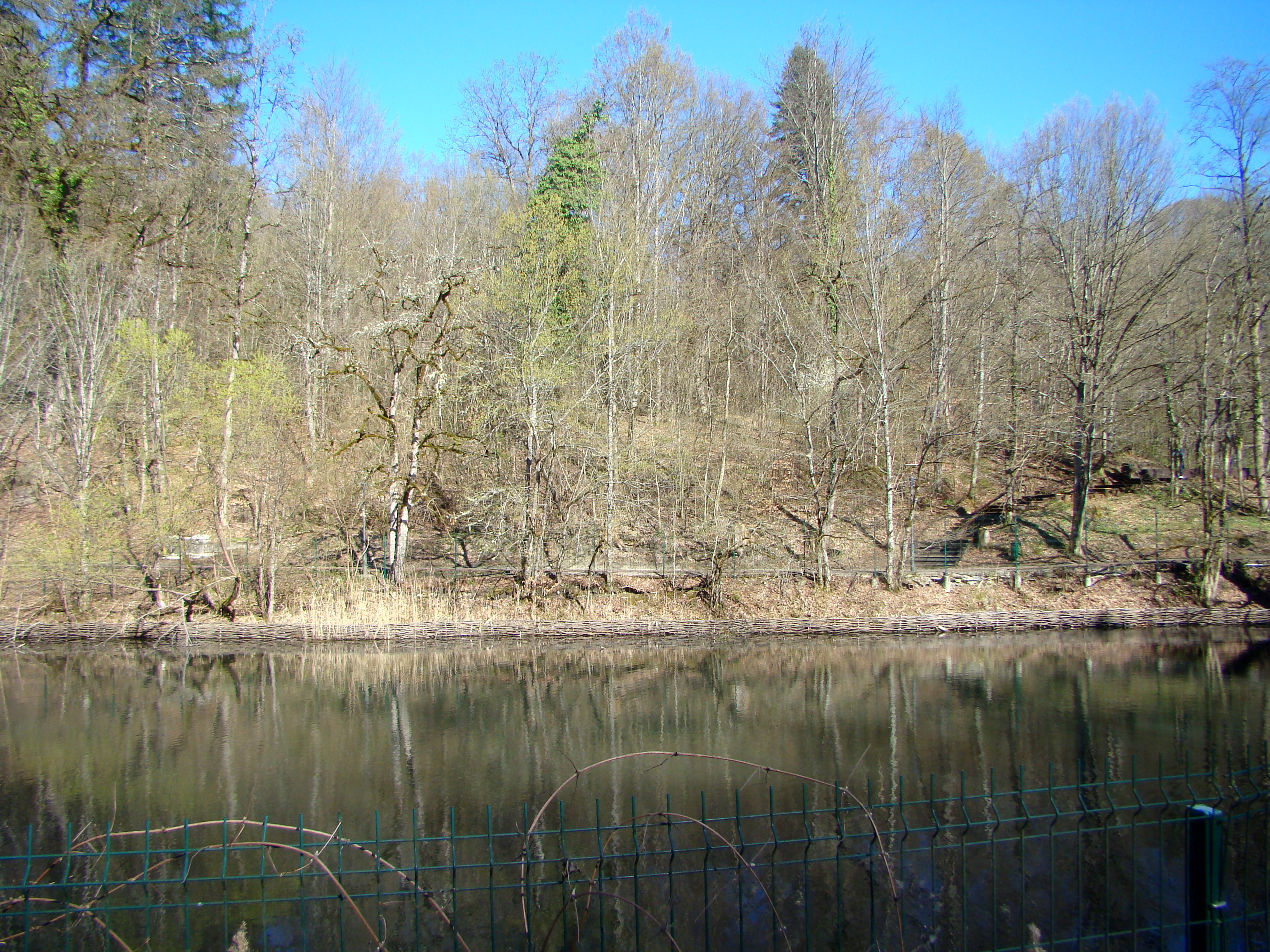
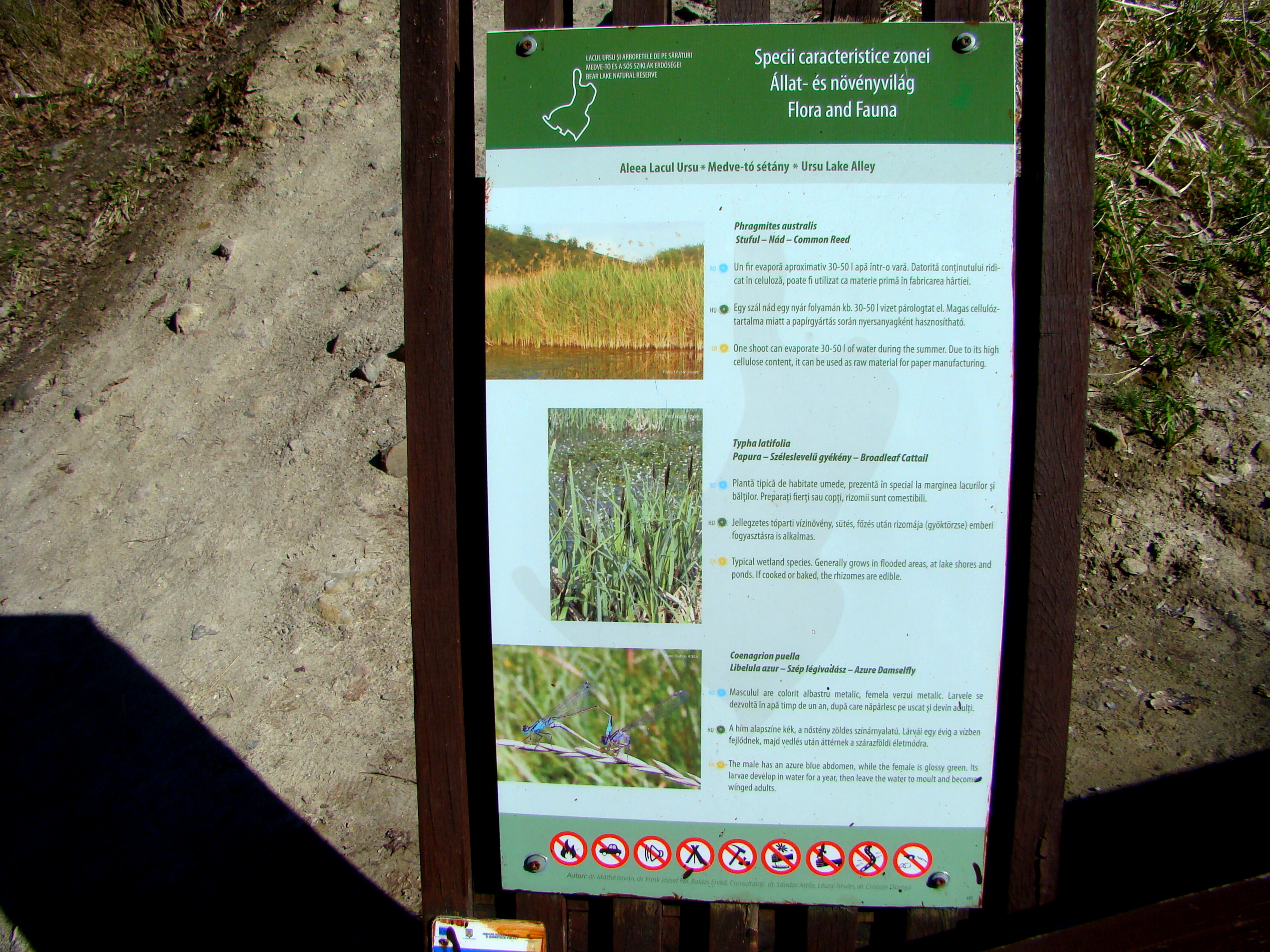
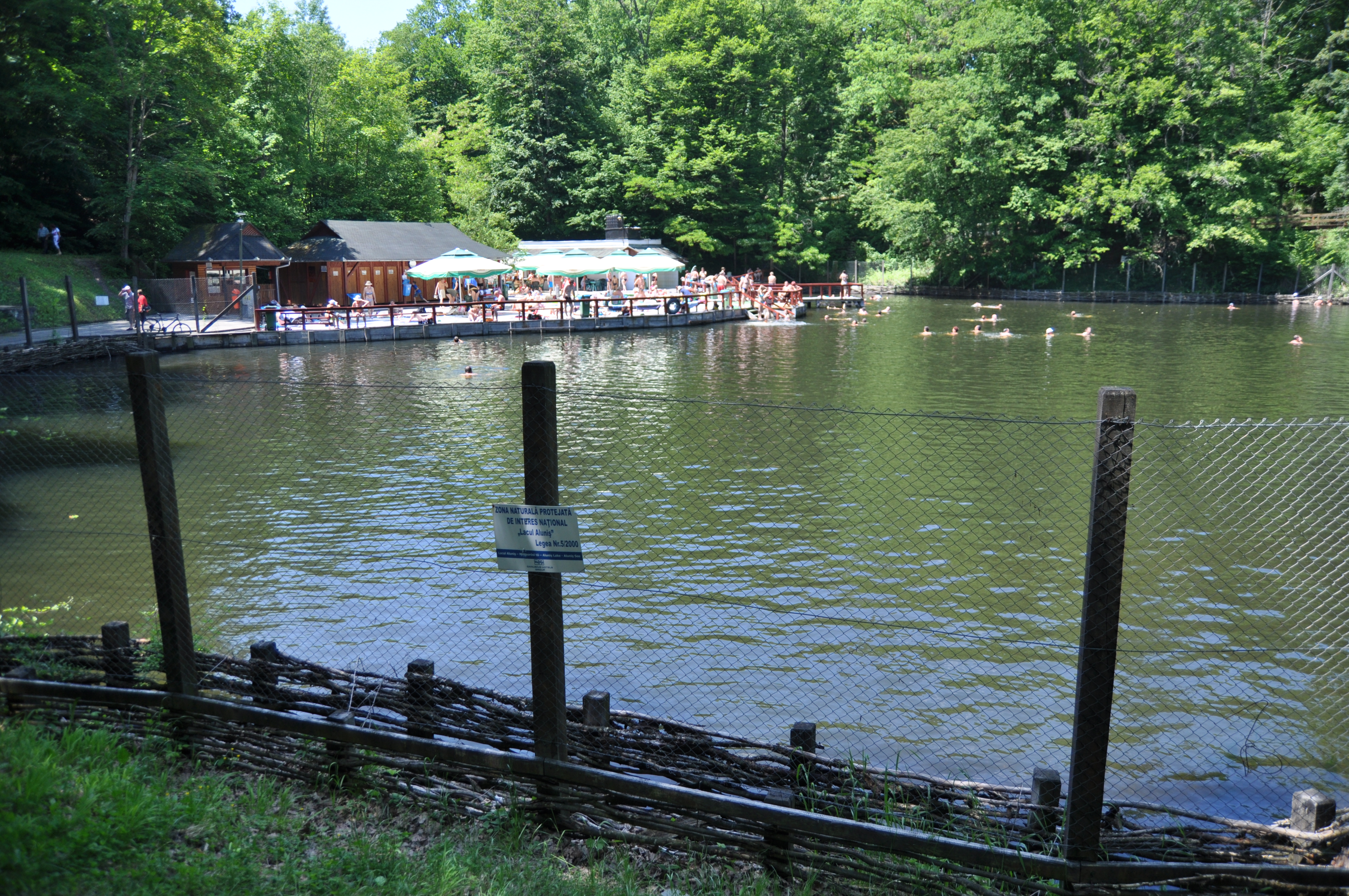
Lacul Aluniș
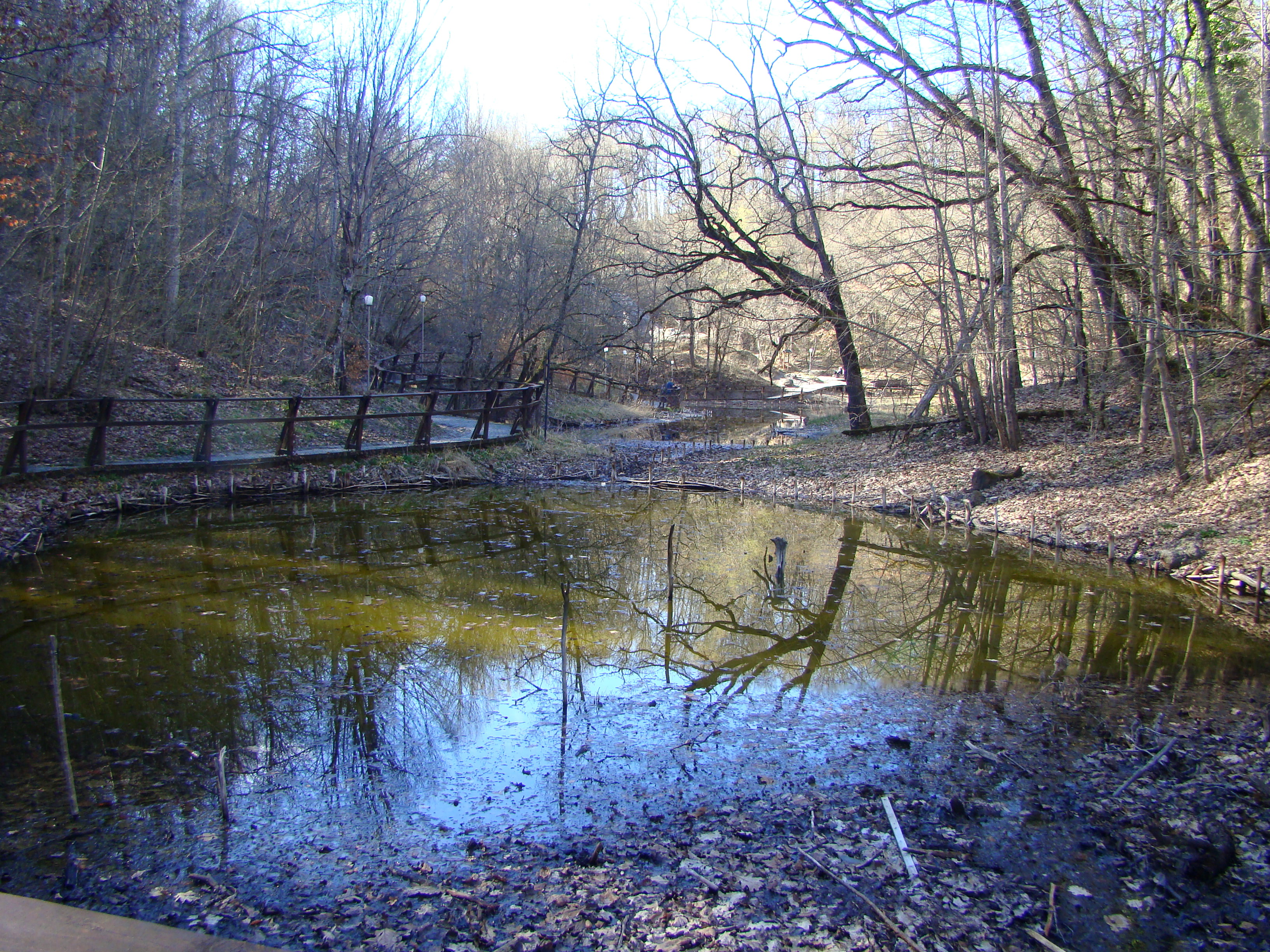
Lacul Verde
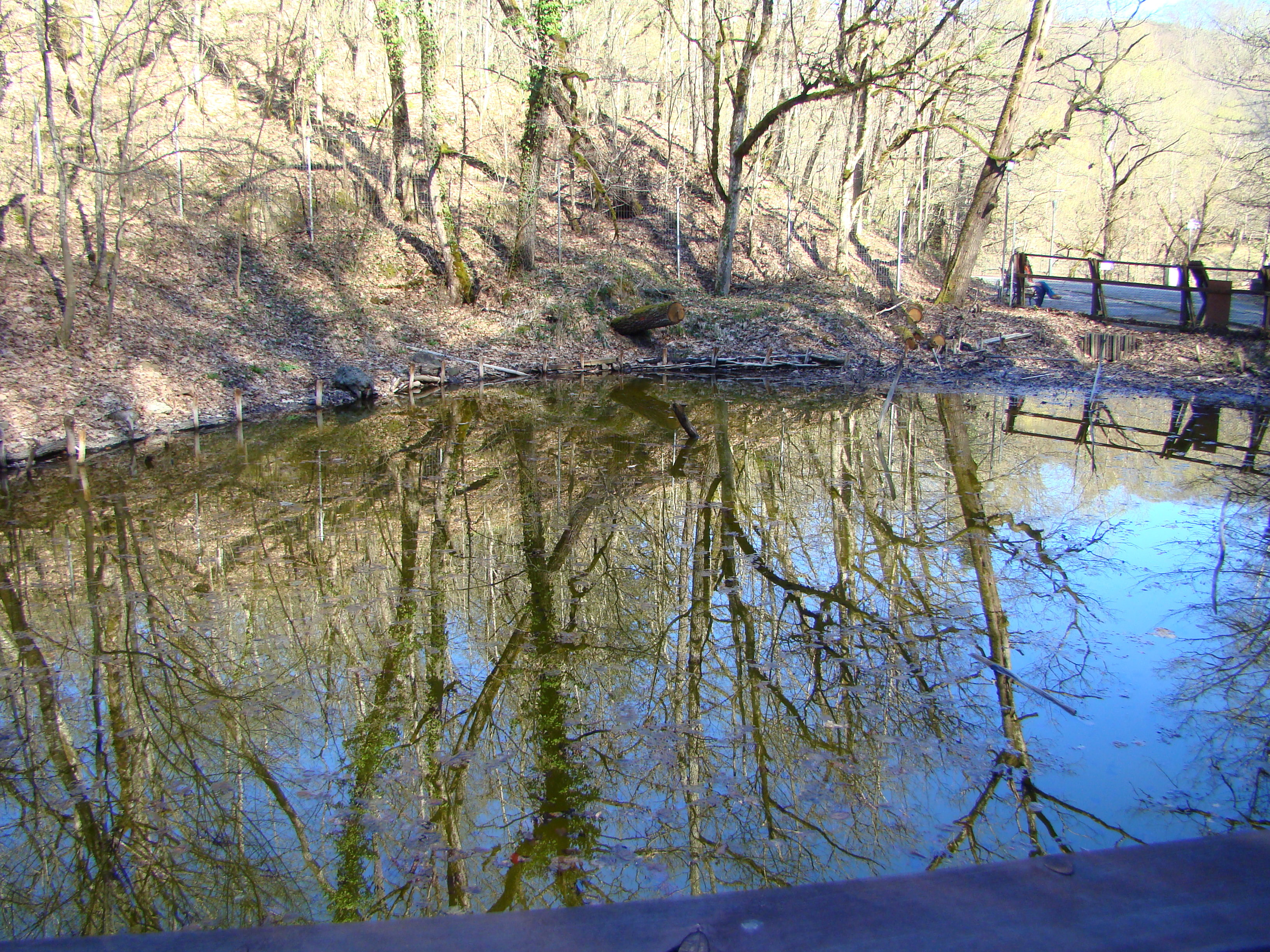
Lacul Verde
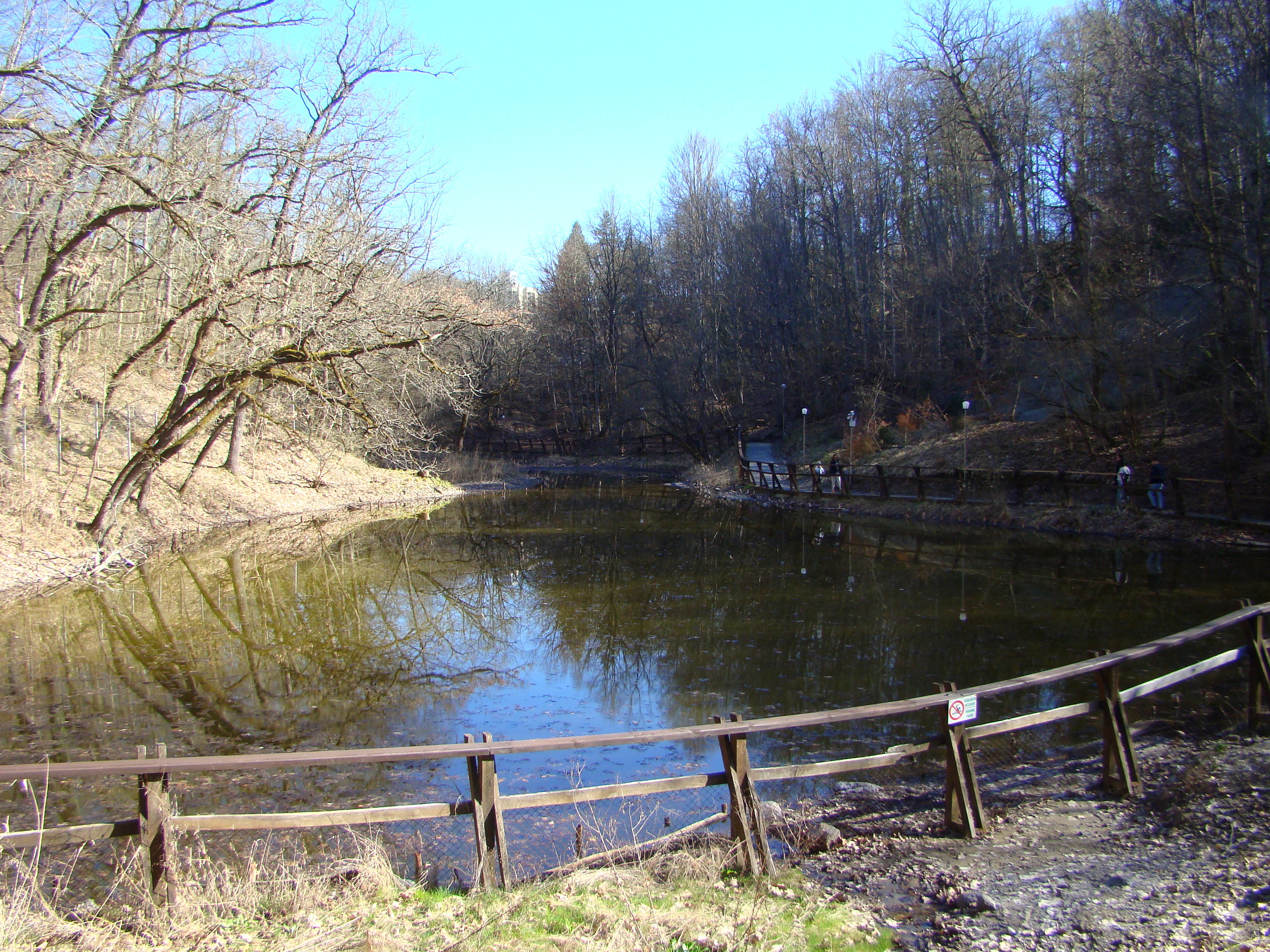
Lacul Roșu
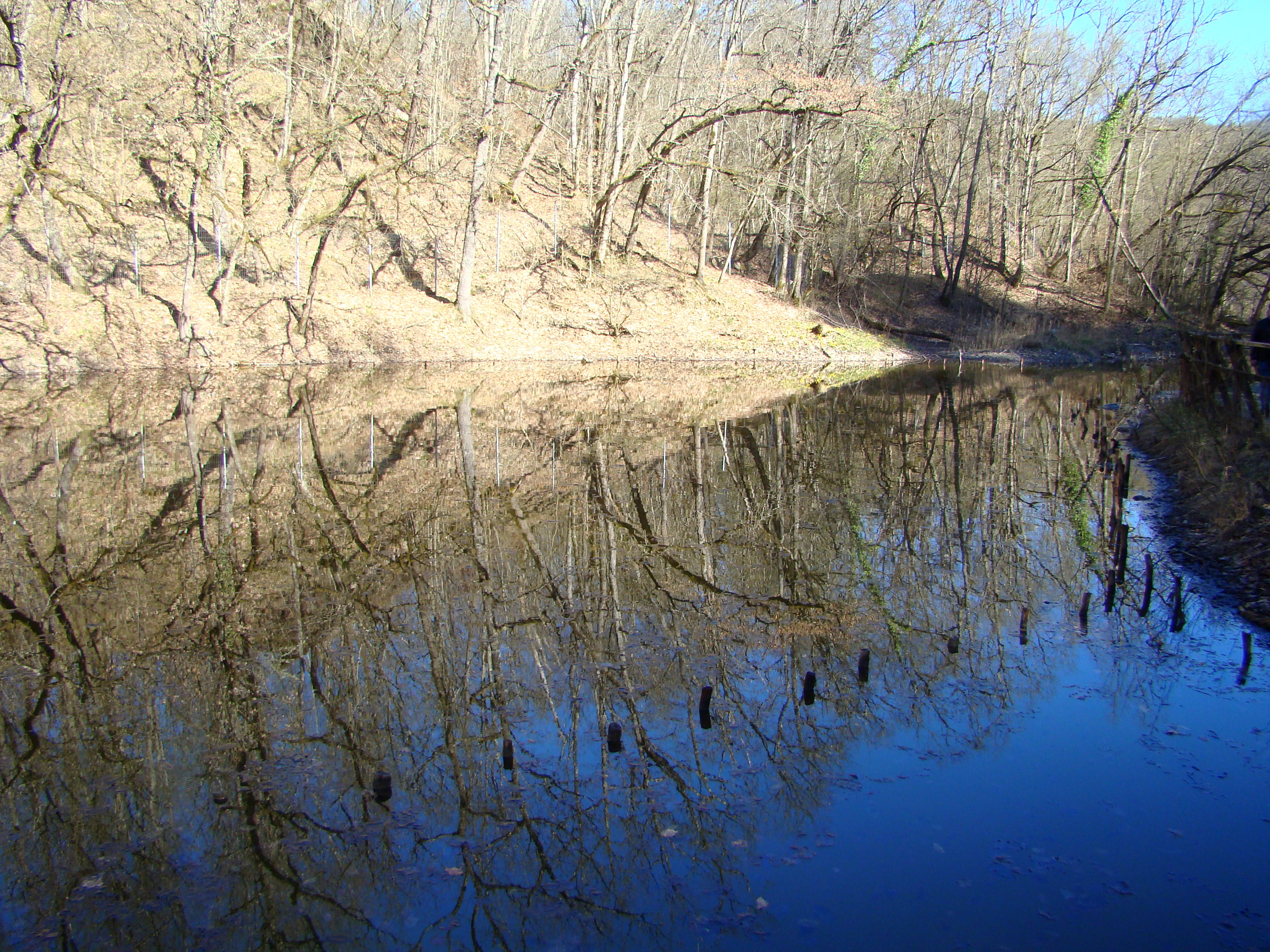
Lacul Roșu